# Chiemi Eri
Chiemi Eri (江利 チエミ, Eri Chiemi), née le 11 janvier 1937 et morte le 13 février 1982 est une chanteuse et actrice japonaise de l'ère Shōwa. Son vrai nom est Chiemi Kubo (久保智恵美, Kubo Chiemi).

## Biographie

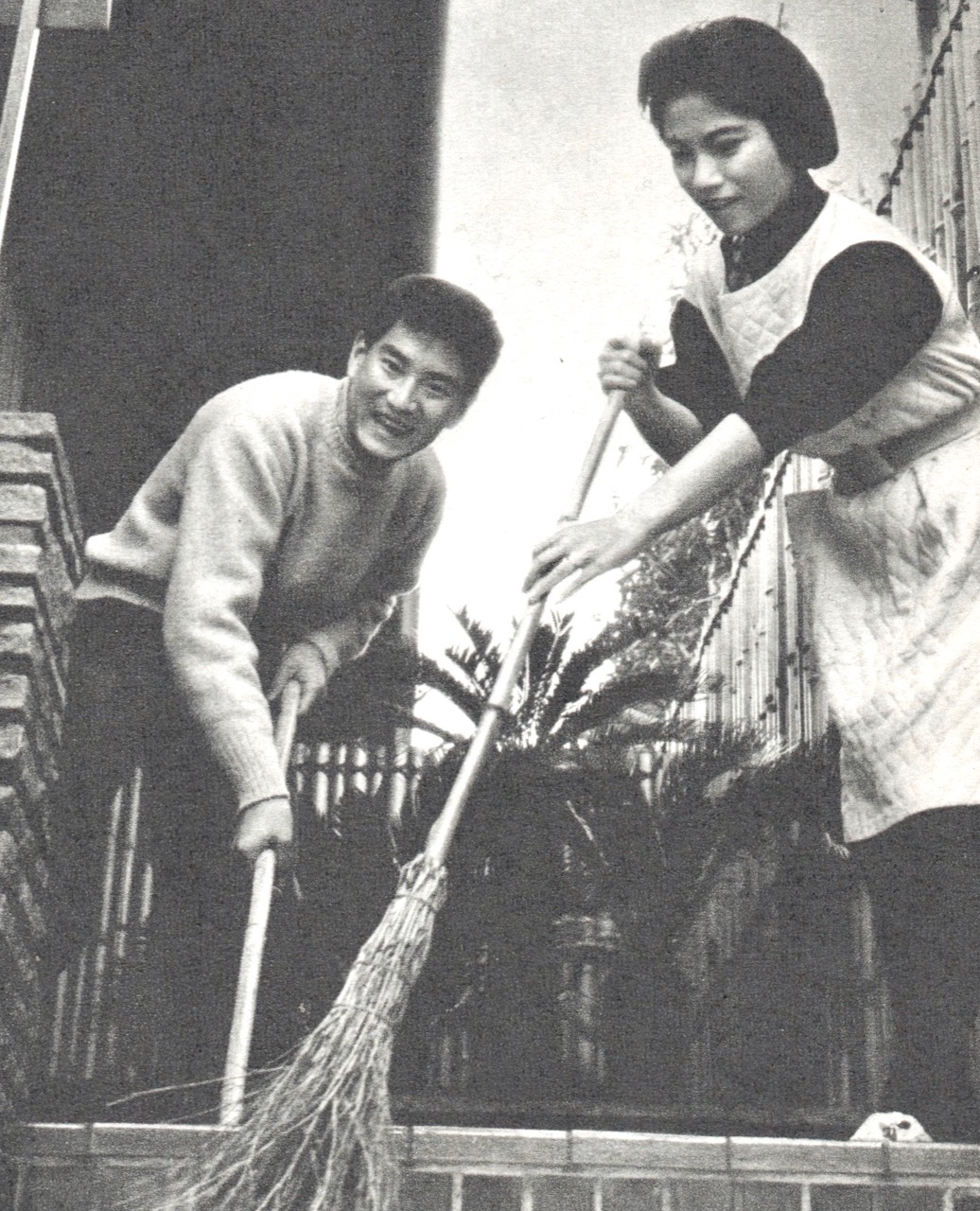
Ken Takakura et Chiemi Eri en 1960.

Chiemi Eri a tourné dans une cinquantaine de films entre 1952 et 1981.
Elle a été mariée à l'acteur Ken Takakura de 1959 à 1971.

## Filmographie sélective
- 1952 : Mōjū tsukai no shōjo (猛獣使いの少女?) d'Umetsugu Inoue
- 1953 : Seishun jazu musume (青春ジャズ娘?) de Shūe Matsubayashi
- 1954 : Voyage à Hawaï (ハワイ珍道中, Hawai chindochu?) de Torajirō Saitō : Chiemi Misono